# Ben E. King
Ben E. King, rodným jménem Benjamin Earl Nelson (28. září 1938 Henderson, Severní Karolína – 30. dubna 2015 Hackensack, New Jersey) byl americký zpěvák. Narodil se v Hendersonu v Severní Karolíně, ale od osmi let žil v newyorském Harlemu. Svou pěveckou kariéru zahájil koncem padesátých let jako člen doo-wopové kapely Five Crowns. Později byl členem skupiny The Drifters. Své první sólové album, které dostalo název Spanish Harlem, vydal v roce 1961 prostřednictvím hudebního vydavatelství Atco Records. Později vydal mnoho dalších alb. Zemřel roku 2015 ve věku 76 let.